# Organización de Consumidores y Usuarios
OCU (ou Organización de Consumidores y Usuarios) é uma associação de defesa do consumidor Espanhola.

## Publicações
A OCU publica as seguintes revistas e boletins:
- OCU Compra Maestra, especializada em avaliação a produtos e serviços;
- Dinero & Derechos, especializada na divulgação dos direitos do consumidor e em investimentos;
- OCU Salud, especializada na ciência e em saúde;
- Dinero Quinze, especializada na avaliação a produtos financeiros;
- Dinero & Fondos, especializada na avaliação a fundos de investimento;
- Suplemento de Acciones, suplemento da Dinero Quince especializado na avaliação a acções;
- OCU Fincas y Casas, especializada na avaliação a fundos de investimento imobiliários.